# الإمارات للذهب
الإمارات للذهب هي مصفاة لتنقية المعادن الثمينة، ومصنع للسبائك، وتاجر مقرها في دبي، الإمارات العربية المتحدة. تعمل الشركة بشكل أساسي مع الذهب والفضة، وتنتج السبائك الخاصة بها (مثل 995 و 999.9 كيلوبار نقاوة) المعترف بها دوليًا، بالإضافة إلى منتجات أخرى مثل قضبان الاستثمار بأحجام تتراوح من 1 جرام إلى 100 جرام، وعملات معدنية مخصصة و ميداليات. تأسست عام 1992، وهي من أكبر المصافي في الشرق الأوسط. في عام 2017 في مهرجان دبي للتسوق، أنشأت الإمارات للذهب أكبر عرض للذهب في العالم 250 كيلوغرام (550 رطل) من سبائك الذهب. دبي سوق مشهور جداً لبيع وشراء الذهب وجاذب للمستثمرين لجني أرباحهم.
في مارس 2024، كتبت المجموعة الحقوقية رسالة إلى جمعية سوق السبائك في لندن (LBMA)، تفيد بضرورة بذل الجهود لاستبعاد الذهب المرتبط بانتهاكات حقوق الإنسان أو الإجرام من سلسلة التوريد الخاصة بها. وذكرت الرسالة الحالات التي كشفها الإعلام أو الباحثون في دول أمريكا اللاتينية وأفريقيا والشرق الأوسط. ذكرت الرسالة مثالاً حيث تم تسمية دولة الإمارات العربية المتحدة كبلد المنشأ لبيع ما يقرب من 150 طنًا متريًا من الذهب إلى مصافي GDL في عام 2021.
علقت عضويتها في جمعية سوق لندن للسبائك اعتبارًا من 14 يوليو 2023، بسبب قائمة أعضائها.